# Not simple
『not simple』（ノットシンプル）は、オノ・ナツメによる日本の漫画作品。
ぺんぎん書房の『COMIC SEED!』にて2004年から2005年にウェブ上で連載されていた作品「not simple」のエピソード、描き下ろしのエピソードで構成されたコミックス。

## コミックス
- not simple　(2005年 ぺんぎん書房)
- not simple　(2006/10/30 小学館)

上記作品に新たなエピソードがプラスされ、カバージャケットも書き下ろしている。　

## あらすじ
ツキの全くなかった男が、君のせいでさらに底に落ちた――。
マフィアの娘アイリーンが抱えたトラブルに巻き込まれ、人違いで刺殺されたイアン。彼の数奇な出自と半生を描く。

## 登場人物
イアン
アイリーンに恋人の身代わりをさせられ、殺害された青年。複雑な人生を辿る。
ジム
小説家でイアンの親友。同性愛者。イアンの人生に興味を持つ。
カイリ
イアンの姉。両親ともに冷たくされるイアンに対し、ただひとり優しくする。
強盗をして一時刑務所に入っていた。
イアンの母親
イアンを心から憎んでいるわけではないが、父親に似ている彼に苛立ち酒浸りになっている。
イアンにも体罰を振るったり、児童売春をさせたりと虐待をしていた。
イアンの父親
イアンのことを完全に忘れているわけではないが、家族を放り出し新しい家庭を築いている。
リック
ジムの友人で同性愛者。
カイリの恋人
カイリと付き合う前はポン引きで、母親に仲介されイアンに売春をさせていた。
その後カイリと交際したが、一連のことが発覚し刺される。その後、ジムにある真実を話す。
アイリーン
マフィアの娘。イアンをボーイフレンドの身代わりにしようとする。
父親のボーイフレンドへの殺害予告を本気にしておらず、イアンが刺された時には動揺し涙を流す。
アイリーンの母親
マフィアの妻。かつてイアンと会話を通わせた過去がある。